# Citrus bizzarria
La Bizzarria (Citrus × aurantium + C. x limon oppure Citrus ‘Bizzarria’) è una rara varietà di agrume  dalle caratteristiche genetiche dell'arancio amaro ma con la peculiarità di produrre frutti sia dell'arancio amaro che del limone cedrato o addirittura frutti che presentano contemporaneamente entrambi gli aspetti ma partiti in modo irregolare. Si tratta di una chimera periclinale da innesto in cui si sono fuse le caratteristiche di entrambe le piante con conseguente mutazione gemmaria.

## Storia
Da annotazioni del 1674 di Pietro Nati, direttore dell'Orto botanico di Pisa, sappiamo che la pianta era stata scoperta tra il 1640 e il 1644 nella villa "Torre degli Agli" dei marchesi Panciatichi fuori Firenze.
Il nome bizzarria gli fu imposto dallo stesso Nati.

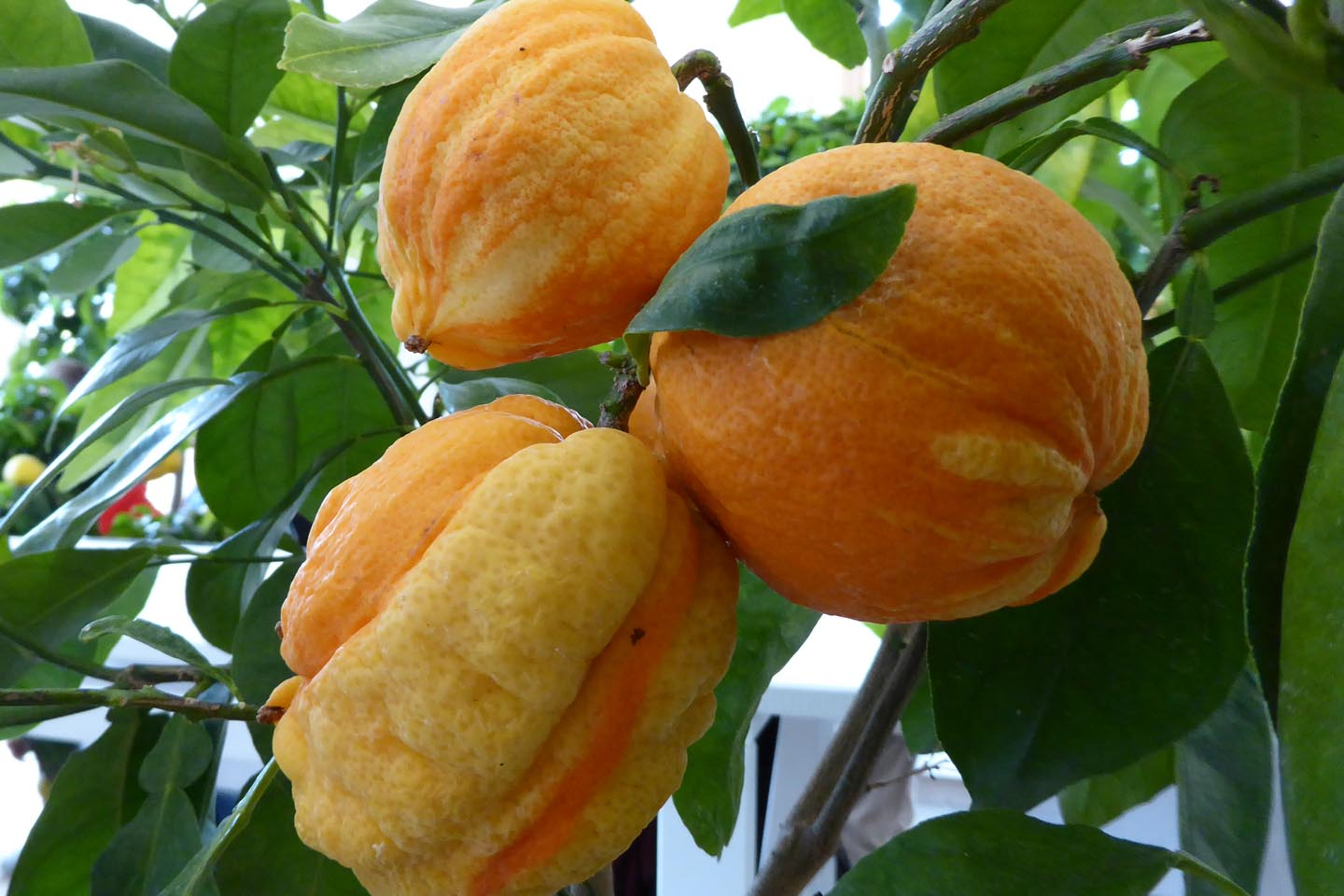
Frutto maturo

## Distribuzione
Entrata a far parte delle collezioni medicee di Villa di Castello, questa varietà di arancio fu a lungo ritenuta scomparsa per la trasformazione della limonaia della Villa medicea in ospedale durante la prima guerra mondiale, con conseguente perdita di molte varietà.
Fortuitamente rinvenuta negli anni settanta e propagata da Paolo Galeotti, esemplari di bizzarria sono attualmente presenti in collezioni di agrumi private, pubbliche, tra cui quelle di Castello, di Boboli, e dell'Orto Botanico di Firenze, e in alcuni vivai.

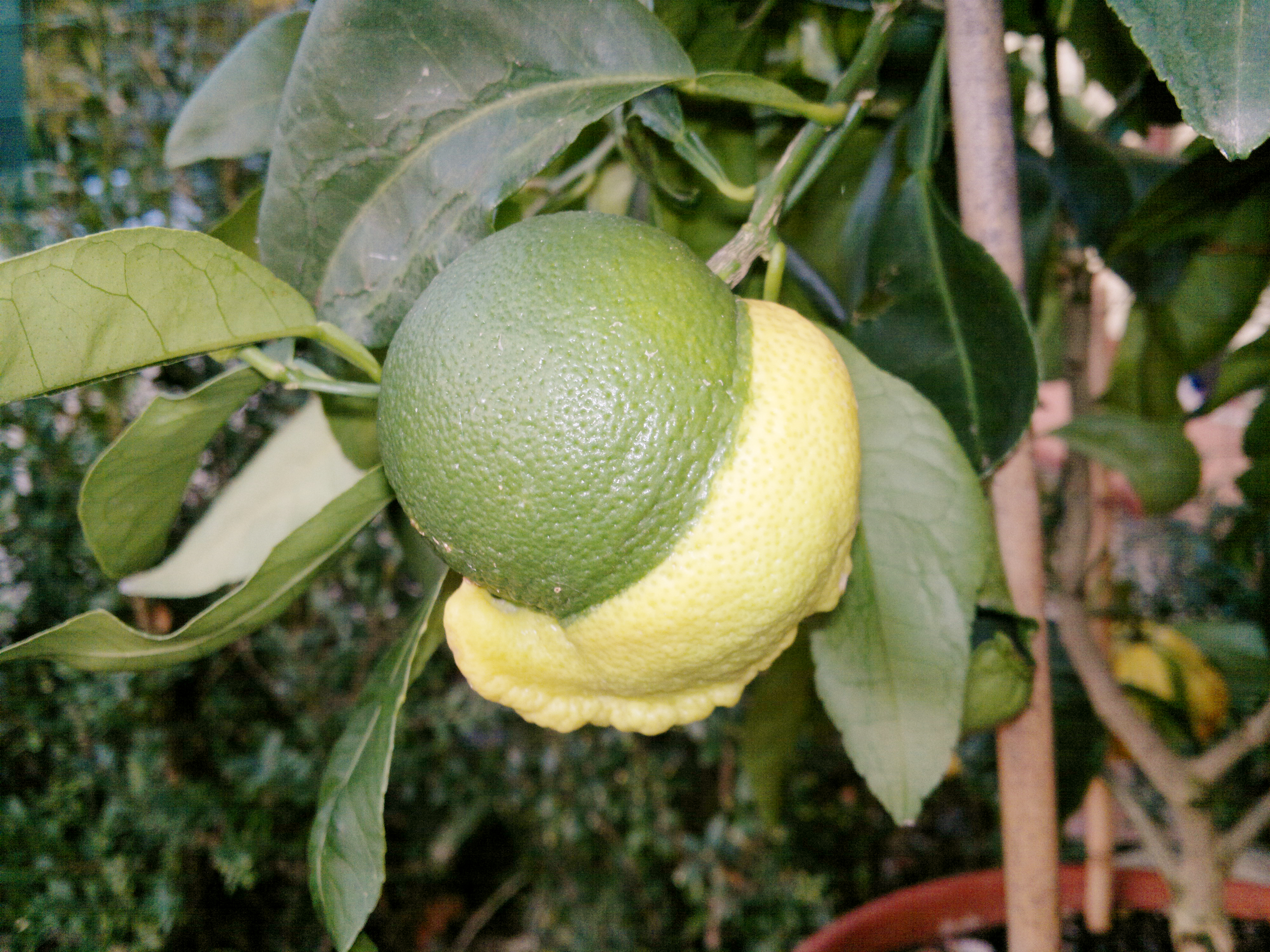
Frutto acerbo

## Riferimenti storici
- Mala limonia citrata-aurantia, vulgo Bizzarria (Nati, 1674)
- Bizzarria (Bartolomeo Bimbi n.594)
- Bizaria, genus multiplex (Volkamer, 1714)
- Bigaradier limo citré à fruit méIangé, Bizarrerie (Gallesio, 1811)
- Bigaradier Bizzarrerie (Risso & Poiteau, 1818)
- Bizzarria (Targioni Tozzetti, 1825)
- Citrangolo di Bizzarria (Gallesio, 1839)
- Bigaradier-bizzarrerie  (De Noter, 1926)
- Bizzarria (Tanaka, 1927)